# Bơi lội tại Đại hội Thể thao châu Á 2018
Bơi lội tại Đại hội Thể thao châu Á 2018 sẽ được tổ chức tại Trung tâm thể thao dưới nước GBK, Jakarta, Indonesia từ ngày 19 đến ngày 24 tháng 8 năm 2018.

## Lịch thi đấu
Tất cả thời gian là giờ chuẩn Tây Indonesia địa phương (UTC+7).
| H | Làn bơi | F | Chung kết |

| Ngày →                       | CN 19 | CN 19 | T2 20 | T2 20 | T3 21 | T3 21 | T4 22 | T4 22 | T5 23 | T5 23 | T6 24 | T6 24 |
| Nội dung ↓                   | M     | E     | M     | E     | M     | E     | M     | E     | M     | E     | M     | E     |
| ---------------------------- | ----- | ----- | ----- | ----- | ----- | ----- | ----- | ----- | ----- | ----- | ----- | ----- |
| 50 m bơi tự do               |       |       |       |       | H     | F     |       |       |       |       |       |       |
| 100 m bơi tự do              |       |       |       |       |       |       |       |       | H     | F     |       |       |
| 200 m bơi tự do              | H     | F     |       |       |       |       |       |       |       |       |       |       |
| 400 m bơi tự do              |       |       |       |       | H     | F     |       |       |       |       |       |       |
| 800 m bơi tự do              |       |       | H     | F     |       |       |       |       |       |       |       |       |
| 1500 m bơi tự do             |       |       |       |       |       |       |       |       |       |       | H     | F     |
| 50 m bơi ngửa                |       |       | H     | F     |       |       |       |       |       |       |       |       |
| 100 m bơi ngửa               | H     | F     |       |       |       |       |       |       |       |       |       |       |
| 200 m bơi ngửa               |       |       |       |       |       |       |       |       | H     | F     |       |       |
| 50 m bơi ếch                 |       |       |       |       |       |       |       |       |       |       | H     | F     |
| 100 m bơi ếch                |       |       |       |       |       |       | H     | F     |       |       |       |       |
| 200 m bơi ếch                |       |       |       |       | H     | F     |       |       |       |       |       |       |
| 50 m bơi bướm                |       |       |       |       |       |       |       |       | H     | F     |       |       |
| 100 m bơi bướm               |       |       |       |       |       |       | H     | F     |       |       |       |       |
| 200 m bơi bướm               | H     | F     |       |       |       |       |       |       |       |       |       |       |
| 200 m bơi hỗn hợp cá nhân    |       |       | H     | F     |       |       |       |       |       |       |       |       |
| 400 m bơi hỗn hợp cá nhân    |       |       |       |       |       |       | H     | F     |       |       |       |       |
| 4×100 m bơi tiếp sức tự do   |       |       |       |       |       |       | H     | F     |       |       |       |       |
| 4×200 m bơi tiếp sức tự do   |       |       | H     | F     |       |       |       |       |       |       |       |       |
| 4×100 m bơi tiếp sức hỗn hợp |       |       |       |       |       |       |       |       |       |       | H     | F     |

| Ngày →                       | CN 19 | CN 19 | T2 20 | T2 20 | T3 21 | T3 21 | T4 22 | T4 22 | T5 23 | T5 23 | T6 24 | T6 24 |
| Nội dung ↓                   | M     | E     | M     | E     | M     | E     | M     | E     | M     | E     | M     | E     |
| ---------------------------- | ----- | ----- | ----- | ----- | ----- | ----- | ----- | ----- | ----- | ----- | ----- | ----- |
| 50 m bơi tự do               |       |       |       |       |       |       |       |       |       |       | H     | F     |
| 100 m bơi tự do              |       |       | H     | F     |       |       |       |       |       |       |       |       |
| 200 m bơi tự do              |       |       |       |       |       |       | H     | F     |       |       |       |       |
| 400 m bơi tự do              |       |       |       |       |       |       |       |       |       |       | H     | F     |
| 800 m bơi tự do              |       |       |       |       |       |       |       |       | H     | F     |       |       |
| 1500 m bơi tự do             | H     | F     |       |       |       |       |       |       |       |       |       |       |
| 50 m bơi ngửa                |       |       |       |       | H     | F     |       |       |       |       |       |       |
| 100 m bơi ngửa               |       |       |       |       |       |       | H     | F     |       |       |       |       |
| 200 m bơi ngửa               | H     | F     |       |       |       |       |       |       |       |       |       |       |
| 50 m bơi ếch                 |       |       |       |       |       |       |       |       | H     | F     |       |       |
| 100 m bơi ếch                | H     | F     |       |       |       |       |       |       |       |       |       |       |
| 200 m bơi ếch                |       |       | H     | F     |       |       |       |       |       |       |       |       |
| 50 m bơi bướm                |       |       | H     | F     |       |       |       |       |       |       |       |       |
| 100 m bơi bướm               |       |       |       |       | H     | F     |       |       |       |       |       |       |
| 200 m bơi bướm               |       |       |       |       |       |       | H     | F     |       |       |       |       |
| 200 m bơi hỗn hợp cá nhân    |       |       |       |       |       |       |       |       |       |       | H     | F     |
| 400 m bơi hỗn hợp cá nhân    |       |       |       |       | H     | F     |       |       |       |       |       |       |
| 4×100 m bơi tiếp sức tự do   | H     | F     |       |       |       |       |       |       |       |       |       |       |
| 4×200 m bơi tiếp sức tự do   |       |       |       |       | H     | F     |       |       |       |       |       |       |
| 4×100 m bơi tiếp sức hỗn hợp |       |       |       |       |       |       |       |       | H     | F     |       |       |

| Ngày →                              | CN 19 | CN 19 | T2 20 | T2 20 | T3 21 | T3 21 | T4 22 | T4 22 | T5 23 | T5 23 | T6 24 | T6 24 |
| Nội dung ↓                          | M     | E     | M     | E     | M     | E     | M     | E     | M     | E     | M     | E     |
| ----------------------------------- | ----- | ----- | ----- | ----- | ----- | ----- | ----- | ----- | ----- | ----- | ----- | ----- |
| 4×100 m bơi tiếp sức hỗn hợp nam nữ |       |       |       |       |       |       | H     | F     |       |       |       |       |

## Danh sách huy chương

### Bảng huy chương
| 1         | Nhật Bản   | 19 | 20 | 13 | 52  |
| 2         | Trung Quốc | 19 | 17 | 14 | 50  |
| 3         | Singapore  | 2  | 1  | 3  | 6   |
| 4         | Hàn Quốc   | 1  | 1  | 4  | 6   |
| 5         | Hồng Kông  | 0  | 1  | 2  | 3   |
| 6         | Việt Nam   | 0  | 1  | 1  | 2   |
| 7         | Kazakhstan | 0  | 0  | 3  | 3   |
| Tổng cộng | Tổng cộng  | 41 | 41 | 41 | 123 |

### Nam
| Nội dung                       | Vàng | Vàng       | Bạc | Bạc         | Đồng | Đồng       |
| ------------------------------ | --- | ---------- | --- | ----------- | --- | ---------- |
| 50 m bơi tự do                 | Từ Hạ Tân · Trung Quốc | 22.11      | Nakamura Katsumi · Nhật Bản | 22.20       | Nakao Shunichi · Nhật Bản | 22.46      |
| 100 m bơi tự do                | Shioura Shinri · Nhật Bản | 48.71      | Nakamura Katsumi · Nhật Bản | 48.72       | Từ Hạ Tân · Trung Quốc | 48.88      |
| 200 m bơi tự do                | Tôn Dương · Trung Quốc | 1:45.43    | Matsumoto Katsuhiro · Nhật Bản | 1:46.50     | Di Tân Triết · Trung Quốc | 1:46.68    |
| 400 m bơi tự do                | Tôn Dương · Trung Quốc | 3:42.92    | Ehara Naito · Nhật Bản | 3:47.14     | Hagino Kosuke · Nhật Bản | 3:47.20    |
| 800 m bơi tự do                | Tôn Dương · Trung Quốc | 7:48.36 GR | Takeda Shogo · Nhật Bản | 7:53.01     | Nguyễn Huy Hoàng · Việt Nam | 7:54.32    |
| 1500 m bơi tự do               | Tôn Dương · Trung Quốc | 14:58.53   | Nguyễn Huy Hoàng · Việt Nam | 15:01.63 NR | Tôn Dương · Trung Quốc | 15:06.18   |
|                                | |            | |             | |            |
| 50 m bơi ngửa                  | Từ Gia Dư · Trung Quốc | 24.75      | Irie Ryosuke · Nhật Bản | 24.88       | Kang Ji-seok · Hàn Quốc | 25.17      |
| 100 m bơi ngửa                 | Từ Gia Dư · Trung Quốc | 52.34 GR   | Irie Ryosuke · Nhật Bản | 52.53       | Lee Ju-ho · Hàn Quốc | 54.52      |
| 200 m bơi ngửa                 | Từ Gia Dư · Trung Quốc | 1:53.99 NR | Irie Ryosuke · Nhật Bản | 1:55.11     | Sunama Keita · Nhật Bản | 1:55.54    |
|                                | |            | |             | |            |
| 50 m bơi ếch                   | Koseki Yasuhiro · Nhật Bản | 27.07      | Diên Tử Bắc · Trung Quốc | 27.25       | Dmitriy Balandin · Kazakhstan | 27.46      |
| 100 m bơi ếch                  | Koseki Yasuhiro · Nhật Bản | 58.86 GR   | Diên Tử Bắc · Trung Quốc | 59.31       | Dmitriy Balandin · Kazakhstan | 59.39      |
| 200 m bơi ếch                  | Koseki Yasuhiro · Nhật Bản | 2:07.81    | Watanabe Ippei · Nhật Bản | 2:07.82     | Tần Hải Dương · Trung Quốc | 2:08.07    |
|                                | |            | |             | |            |
| 50 m bơi bướm                  | Joseph Schooling · Singapore | 23.61      | Vương Bằng · Trung Quốc | 23.65       | Adilbek Mussin · Kazakhstan | 23.73 NR   |
| 100 m bơi bướm                 | Joseph Schooling · Singapore | 51.04      | Lý Chu Hào · Trung Quốc | 51.46       | Kobori Yuki · Nhật Bản | 51.77      |
| 200 m bơi bướm                 | Seto Daiya · Nhật Bản | 1:54.53    | Horomura Nao · Nhật Bản | 1:55.58     | Lý Chu Hào · Trung Quốc | 1:55.76    |
|                                | |            | |             | |            |
| 200 m bơi hỗn hợp cá nhân      | Vương Xuân · Trung Quốc | 1:56.52    | Hagino Kosuke · Nhật Bản | 1:56.75     | Tần Hải Dương · Trung Quốc | 1:57.09    |
| 400 m bơi hỗn hợp cá nhân      | Seto Daiya · Nhật Bản | 4:08.79    | Hagino Kosuke · Nhật Bản | 4:10.30     | Vương Xuân · Trung Quốc | 4:12.31    |
|                                | |            | |             | |            |
| 4 × 100 m bơi tiếp sức tự do   | Nhật Bản · Shioura Shinri (48.85) · Matsumoto Katsuhiro (47.65) · Nakamura Katsumi (48.08) · Mizohata Juran (48.10)                                               | 3:12.68 GR | Trung Quốc · Dương Chấn Tống (49.24) · Tào Nghị Văn (48.29) · Tôn Dương (48.38) · Từ Hạ Tân (47.38)                                                                         | 3:13.29 NR  | Singapore · Quah Zheng Wen (49.64) · Joseph Schooling (48.27) · Darren Chua (49.64) · Darren Lim (49.67)                                  | 3:17.22 NR |
| 4 × 200 m bơi tiếp sức tự do   | Nhật Bản · Ehara Naito (1:47.31) · Sakata Reo (1:46.51) · Hagino Kosuke (1:46.50) · Matsumoto Katsuhiro (1:44.85) · Mizohata Juran · Hirai Ayatsugu · Kobori Yuki | 7:05.17 GR | Trung Quốc · Di Tân Triết（1:47.58） · Thường Khắc Viên (1:47.15) · Vương Xuân (1:46.53) · Tôn Dương (1:44.19) · Khâu Diệu · Hồng Tần Long · Hỗ Dư Triết · Tiền Chí Dũng    | 7:05.45     | Singapore · Quah Zheng Wen (1:48.31) · Joseph Schooling (1:46.66) · Danny Yeo (1:49.23) · Jonathan Tan (1:49.95) · Darren Chua · Glen Lim | 7:14.15 NR |
| 4 × 100 m bơi tiếp sức hỗn hợp | Trung Quốc · Từ Gia Dư (52.60) · Diên Tử Bắc (58.86) · Lý Chu Hào (50.61) · Từ Hạ Tân (47.92) · Lý Quang Viên · Tần Hải Dương · Trịnh Tiểu Kính · Hạ Quân Nghị    | 3:29.99 AS | Nhật Bản · Irie Ryosuke (52.53) · Koseki Yasuhiro (58.45) · Kobori Yuki (51.06) · Shioura Shinri (47.99) · Kaneko Masaki · Watanabe Ippei · Horomura Nao · Nakamura Katsumi | 3:30.03 NR  | Kazakhstan · Adil Kaskabay (55.53) · Dmitriy Balandin (58.88) · Adilbek Mussin (52.44) · Alexandr Varakin (48.77)                         | 3:35.62 NR |

### Nữ
| Nội dung                       | Vàng | Vàng           | Bạc | Bạc      | Đồng | Đồng     |
| ------------------------------ | --- | -------------- | --- | -------- | --- | -------- |
| 50 m bơi tự do                 | Ikee Rikako · Nhật Bản | 24.53 GR       | Lưu Sương · Trung Quốc | 24.60    | Ngô Kính Phong · Trung Quốc | 24.87    |
| 100 m bơi tự do                | Ikee Rikako · Nhật Bản | 53.27 GR       | Chu Mạnh Huệ · Trung Quốc | 53.56    | Dương Quân Toàn · Trung Quốc | 54.17    |
| 200 m bơi tự do                | Lý Băng Triết · Trung Quốc | 1:56.74        | Dương Quân Toàn · Trung Quốc | 1:57.48  | Igarashi Chihiro · Nhật Bản | 1:57.49  |
| 400 m bơi tự do                | Vương Kiên Giả Hà · Trung Quốc | 4:03.18 GR     | Lý Băng Triết · Trung Quốc | 4:06.46  | Kobori Waka · Nhật Bản | 4:08.48  |
| 800 m bơi tự do                | Vương Kiên Giả Hà · Trung Quốc | 8:18.55 GR     | Lý Băng Triết · Trung Quốc | 8:28.14  | Kobori Waka · Nhật Bản | 8:30.65  |
| 1500 m bơi tự do               | Vương Kiên Giả Hà · Trung Quốc | 15:53.68       | Lý Băng Triết · Trung Quốc | 15:53.80 | Kobori Waka · Nhật Bản | 16:18.31 |
|                                | |                | |          | |          |
| 50 m bơi ngửa                  | Lưu Sương · Trung Quốc | 26.98 WR       | Phó Viên Tuệ · Trung Quốc | 27.68    | Sakai Natsumi · Nhật Bản | 27.91    |
| 100 m bơi ngửa                 | Sakai Natsumi · Nhật Bản | 59.27          | Konishi Anna · Nhật Bản | 59.67    | Trần Khiết · Trung Quốc | 1:00.28  |
| 200 m bơi ngửa                 | Lưu Nhã Hân · Trung Quốc | 2:07.65        | Sakai Natsumi · Nhật Bản | 2:08.13  | Bành Tô Uy · Trung Quốc | 2:09.14  |
|                                | |                | |          | |          |
| 50 m bơi ếch                   | Suzuki Satomi · Nhật Bản | 30.83 GR       | Roanne Ho · Singapore | 31.23 NR | Phòng Quân Dương · Trung Quốc | 31.24    |
| 100 m bơi ếch                  | Suzuki Satomi · Nhật Bản | 1:06.40 GR     | Aoki Reona · Nhật Bản | 1:06.45  | Sử Tinh Lâm · Trung Quốc | 1:07.36  |
| 200 m bơi ếch                  | Watanabe Kanako · Nhật Bản | 2:23.05        | Từ Anh Diệu · Trung Quốc | 2:23.31  | Aoki Reona · Nhật Bản | 2:23.33  |
|                                | |                | |          | |          |
| 50 m bơi bướm                  | Ikee Rikako · Nhật Bản | 25.55 GR       | Vương Nghị Xuân · Trung Quốc | 26.03    | Lâm Hân Đồng · Trung Quốc | 26.39    |
| 100 m bơi bướm                 | Ikee Rikako · Nhật Bản | 56.30 GR       | Trương Vũ Phi · Trung Quốc | 57.40    | An Se-hyeon · Hàn Quốc | 58.00    |
| 200 m bơi bướm                 | Trương Vũ Phi · Trung Quốc | 2:06.61        | Mochida Sachi · Nhật Bản | 2:08.72  | Hasegawa Suzuka · Nhật Bản | 2:08.80  |
|                                | |                | |          | |          |
| 200 m bơi hỗn hợp cá nhân      | Kim Seo-yeong · Hàn Quốc | 2:08.34 GR, NR | Ohashi Yui · Nhật Bản | 2:08.88  | Teramura Miho · Nhật Bản | 2:10.98  |
| 400 m bơi hỗn hợp cá nhân      | Ohashi Yui · Nhật Bản | 4:34.58        | Kim Seo-yeong · Hàn Quốc | 4:37.43  | Shimizu Sakiko · Nhật Bản | 4:39.10  |
|                                | |                | |          | |          |
| 4 × 100 m bơi tiếp sức tự do   | Nhật Bản · Ikee Rikako (53.60) GR · Sakai Natsumi (54.81) · Aoki Tomomi (54.21) · Igarashi Chihiro (53.90) · Yamamoto Mayuka · Shirai Rio                     | 3:36.52 GR, NR | Trung Quốc · Chu Mạnh Huệ (54.00) · Vũ Duệ (54.67) · Vũ Thanh Phong (54.43) · Dương Quân Toàn (53.68) · Vương Kính Chủ · Liêu Lệ Huệ · Lưu Tiểu Hàn     | 3:36.78  | Hồng Kông · Camille Cheng (54.98) · Stephanie Au (55.60) · Hà Nam Vỹ (56.05) · Sze Hang Yu (55.25) · Tam Hoi Lam                                     | 3:41.88  |
| 4 × 200 m bơi tiếp sức tự do   | Trung Quốc · Lý Băng Triết (1:56.94) · Vương Kiên Giả Hà (1:55.35) · Trương Vũ Hàn (1:58.37) · Dương Quân Toàn (1:57.95) · Thẩm Dục · Ái Yên Hân · Vũ Duệ     | 7:48.61 GR     | Nhật Bản · Igarashi Chihiro (1:57.69) · Ikee Rikako (1:55.27) · Ohashi Yui (2:01.33) · Shirai Rio (1:59.54) · Kobori Waka · Mochida Sachi               | 7:53.83  | Hồng Kông · Ho Nam Wai (2:02.12) · Camille Cheng (2:00.85) · Katii Tang (2:01.68) · Sze Hang Yu (2:02.52) · Jamie Yeung · Natalie Kan · Chan Kin Lok | 8:07.17  |
| 4 × 100 m bơi tiếp sức hỗn hợp | Nhật Bản · Sakai Natsumi (59.42) · Suzuki Satomi (1:05.43) · Ikee Rikako (55.80) · Aoki Tomomi (54.08) · Konishi Anna · Aoki Reona · Soma Ai · Shimizu Sakiko | 3:54.73 GR, NR | Hồng Kông · Stephanie Au () · Jamie Yeung () · Chan Kin Lok (59.76) · Camille Cheng () · Toto Wong[b] · Rainbow Ip[b] · Sze Hang Yu[b] · Tam Hoi Lam[b] | 4:03.15  | Singapore · Hoong En Qi () · Samantha Yeo () · Quah Jing Wen (59.75) · Quah Ting Wen () · Cherlyn Yeoh[b]                                            | 4:09.65  |

### Nam nữ
| Nội dung                       | Vàng | Vàng       | Bạc | Bạc     | Đồng | Đồng       |
| ------------------------------ | --- | ---------- | --- | ------- | --- | ---------- |
| 4 × 100 m bơi tiếp sức hỗn hợp | Trung Quốc · Từ Gia Dư (52.30) · Diên Tử Bắc (58.45) · Trương Vũ Phi (56.61) · Chu Mạnh Huệ (53.09) · Lý Quang Viên · Sử Tinh Lâm · Trịnh Tiểu Kính · Dương Quân Toàn | 3:40.45 AS | Nhật Bản · Irie Ryosuke (52.55) · Koseki Yasuhiro (58.95) · Ikee Rikako (55.68) · Aoki Tomomi (54.03) · Kaneko Masaki · Watanabe Ippei · Yamamoto Mayuka | 3:41.21 | Hàn Quốc · Lee Ju-ho (55.36) · Moon Jae-kwon () · An Se-hyeon (57.93) · Ko Mi-so () · Kang Ji-seok · Kim Jae-youn · Park Ye-rin · Kim Min-ju | 3:49.27 NR |

## Các quốc gia đang tham dự
- Afghanistan (1)
- Bangladesh (2)
- Campuchia (3)
- Trung Quốc
- Đài Bắc Trung Hoa (16)
- Đông Timor (1)
- Hồng Kông
- Ấn Độ (11)
- Indonesia
- Iran (4)
- Nhật Bản (38)
- Jordan (3)
- Kazakhstan
- Kuwait (2)
- Kyrgyzstan
- Lào (3)
- Liban (2)
- Ma Cao
- Malaysia (6)
- Maldives
- Mông Cổ
- Nepal (4)
- CHDCND Triều Tiên (2)
- Oman (2)
- Pakistan
- Palestine
- Philippines (2)
- Qatar
- Ả Rập Xê Út (1)
- Singapore
- Hàn Quốc
- Sri Lanka (5)
- Syria (1)
- Tajikistan
- Thái Lan
- Turkmenistan
- Uzbekistan
- Việt Nam
- Yemen (2)